# Milostín
Milostín (deutsch Milostin, 1939–1945 Gnadendorf) ist eine Gemeinde in Tschechien. Sie liegt elf Kilometer nordwestlich von Rakovník und gehört zum Okres Rakovník.

## Geographie

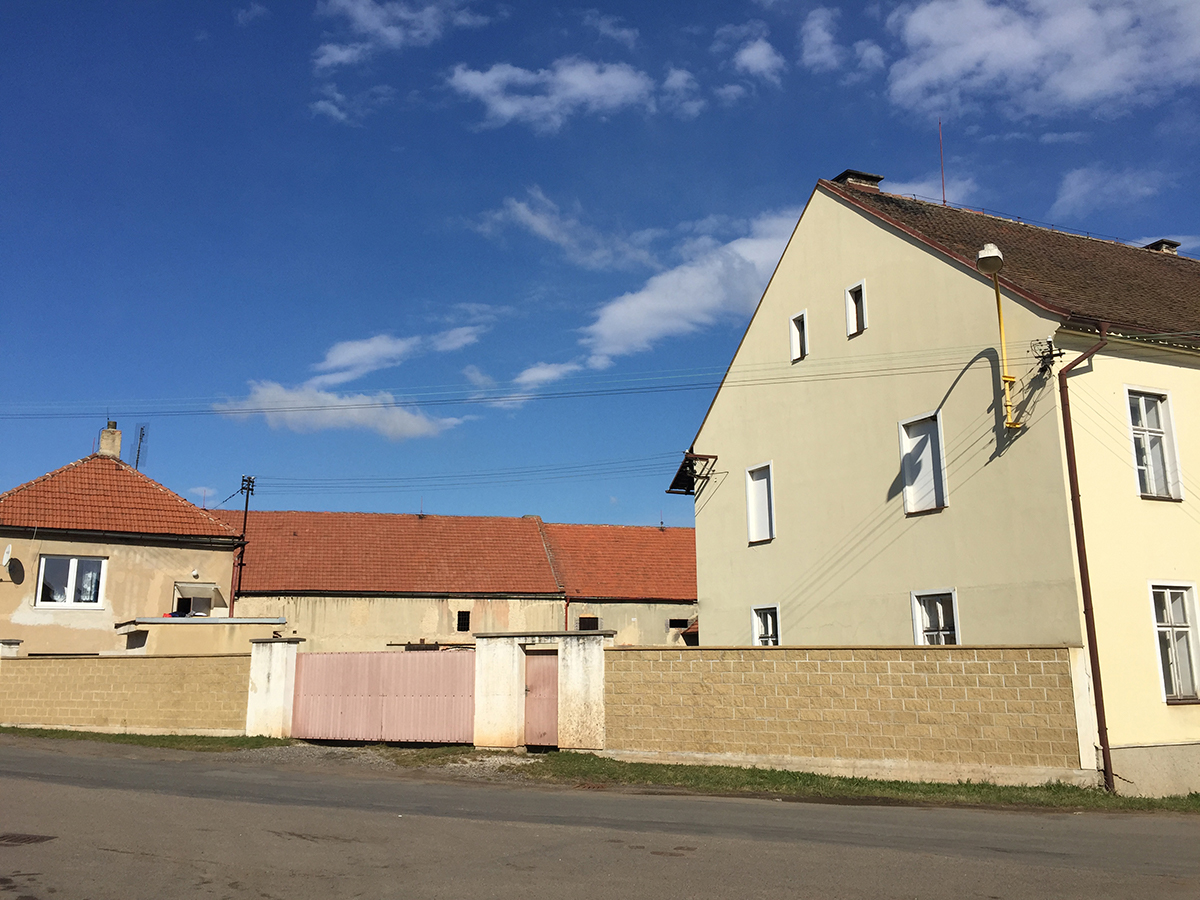
Historischer Hof der Familie Prusik

Milostín befindet sich am Fuße des Džbán (Krugwald) in der Rakovnická kotlina (Rakonitzer Kessel). Das Dorf liegt am rechten Ufer des Baches Lišanský potok. Nördlich erhebt sich der Pískový vrch (526 m), im Nordosten die Zadní Rovina (524 m), östlich der Džbán (536 m), im Südwesten die Zadní Houlice (420 m), westlich der Na Rovinách (431 m) und im Nordwesten der Lišák (462 m). Gegen Norden erstreckt sich der Naturpark Džbán. Nördlich von Milostín verläuft die Bahnstrecke Rakovník–Louny, die gleichnamige Bahnstation liegt einen knappen Kilometer vom Dorf entfernt auf freiem Feld.
Nachbarorte sind Kounov im Norden, Domoušice, Perun, Lhota pod Džbánem, Třeboc und Kroučová im Nordosten, Mutějovice und Hředle im Osten, Krušovice, Krupá und Nesuchyně im Südosten, Nový Dvůr, Chrášťany und Kněževes im Süden, Rozkoš, Kolešovice, Hořesedly und Veclov im Südwesten, Svojetín und Povlčín im Westen sowie Janov, Deštnice und Nečemice im Nordwesten.

## Geschichte
Der Legende nach soll in heidnischer Zeit auf der Kuppe Na Rovinách eine von einem Milosta zum Schutz vor den kriegerischen Lutschanen errichtete Burg gestanden sein.
Die erste schriftliche Erwähnung von Milostin erfolgte 1115 im Zusammenhang mit dem Bau der Burg Křivoklát. Im Jahre 1350 schenkte Karl IV. das Dorf dem Prager Emauskloster. Seit 1382 ist in Milostin eine Pfarrkirche nachweislich. Nach dem Ausbruch der Hussitenkriege gelangte Milostin 1420 in den Besitz der Herren von Kolowrat. Im Jahre 1523 verkauften diese Milostin zusammen mit der Burg Pravda an Depolt Popel von Lobkowicz. Später erwarb die böhmische Krone das Dorf und schlug es dem Kammergut Kruschowitz zu. Später wurde die Pfarre Milostin aufgehoben und die Kirche zu Filiale von Mutiowitz.
Im Jahre 1685 verkaufte Leopold I. die Kronherrschaften Kruschowitz und Pürglitz für 400.000 Gulden an Ernst Joseph Graf von Waldstein. 1731 vererbte Johann Joseph Graf von Waldstein beide Herrschaften an seine Tochter und Universalerbin Maria Anna Fürstin zu Fürstenberg. Im Jahre 1756 vereinigte sie die Herrschaften Kruschowitz und Pürglitz testamentarisch mit dem Gut Nischburg zu einem Familienfideikommiss von 400.000 Gulden. Die eine Hälfte des Erbes fiel ihren Söhnen Joseph Wenzel zu Fürstenberg-Stühlingen und Karl Egon I. zu Fürstenberg zu, die andere ihren Töchtern Henriette Fürstin von Thurn und Taxis und Maria Theresia zu Fürstenberg. Als Fideikommisserben setzte sie ihren zweitgeborenen Sohn Karl Egon I. ein, der durch Ausgleich auch die Anteile seiner Geschwister erwarb. Nach dem Tode von Karl Egon I. erbte 1787 dessen ältester Sohn Philipp Fürst zu Fürstenberg († 1790) den Besitz, ihm folgten seine Kinder Karl Gabriel zu Fürstenberg († 1799) und Leopoldine Prinzessin von Hessen-Rothenburg-Rheinfels. 1803 verzichteten die weiblichen Erben in einem Familienvergleich zugunsten des minderjährigen Karl Egon II. zu Fürstenberg und der fürstlichen und landgräflichen Häuser Fürstenberg; als Verwalter wurde bis zu dessen Volljährigkeit im Jahre 1817 Joachim Egon Landgraf von Fürstenberg eingesetzt.
Zu Beginn des 19. Jahrhunderts erfolgte der Bau einer neuen Kirche; diese wurde in den Jahren 1840/41 umgestaltet, die alte Sakristei und der freistehende hölzerne Glockenturm wurden abgebrochen, an der Westfront der Kirche ein Kirchturm angebaut. Im Laufe des 19. Jahrhunderts wuchs das Dorf, das 1836 lediglich 190 Einwohner hatte stark an.
Im Jahre 1843 bestand Milostin / Milostjn aus 41 Häusern mit 313 Einwohnern. Im Ort gab es eine Filialkirche und eine Schule. Die Bewohner besaßen Hopfengärten. Pfarrort war Mutiowitz. Bis zur Mitte des 19. Jahrhunderts blieb Milostin der zum Familienfideikommiss Pürglitz gehörigen Herrschaft Kruschowitz samt den Lehngütern Wschetat und Panaschow-Augezd untertänig.

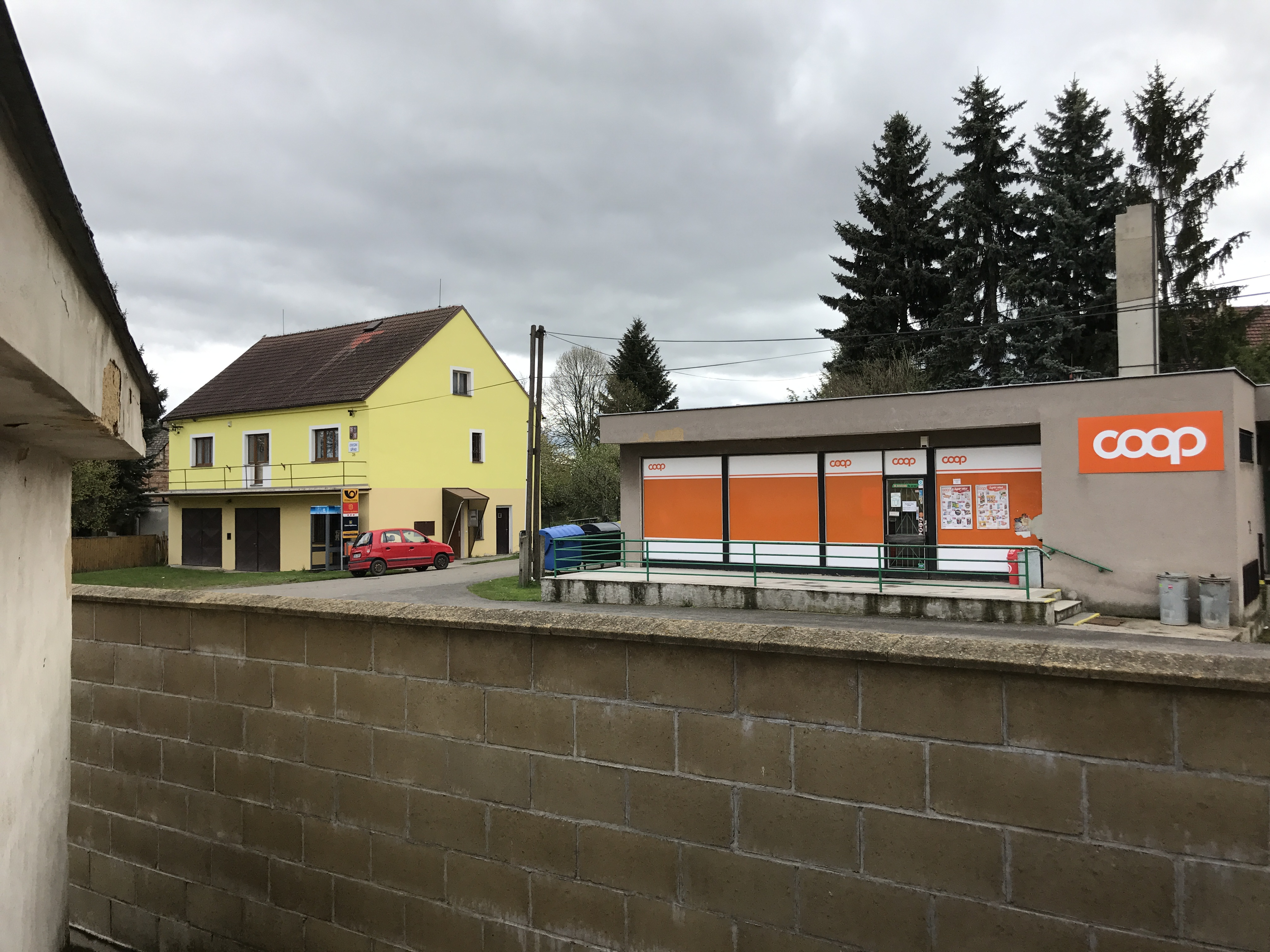
Ortskern von Milostín

Nach der Aufhebung der Patrimonialherrschaften bildete Milostín / Milostin ab 1850 eine Gemeinde im Bezirk und Gerichtsbezirk Rakonitz. Nach dem Tode des Karl Egon II. zu Fürstenberg erbte 1854 dessen zweitgeborener Sohn Max Egon I. die Pürglitzer Güter. 1886 lebten in Milostín 644 Personen. Zu Beginn des 20. Jahrhunderts wurde eine Hopfenverarbeitungsfabrik errichtet. Nach der Gründung der Tschechoslowakei entstanden in Milostín 35 neue Einfamilienhäuser. 1929 verkaufte die Familie Fürstenberg ihre Pürglitzer Güter an den tschechoslowakischen Staat. Im Jahre 1938 brannte die Kirche ab, sie wurde nicht wiederaufgebaut. Nach dem Münchner Abkommen wurde Povlčín 1938 von Swojetin abgetrennt und der Gemeinde Milostín als Ortsteil zugeschlagen. Zugleich wurde Milostín zur Grenzgemeinde zum Deutschen Reich. Nach der Besetzung der „Resttschechei“ erhielt Milostín den deutschen Namen Gnadendorf und Povlčín den deutschen Namen Wolfsgrub. Zwischen 1939 und 1940 wuchs die Einwohnerzahl infolge der Aussiedlung der Tschechen aus dem Sudetenland auf 742 an. Die Hopfenverarbeitungsfabrik brannte 1944 nieder. Nach dem Zweiten Weltkrieg entstanden ein neues Gemeindeamt, eine Schule ein Kindergarten und eine Hopfendarre. Im Quellgebiet bei Povlčín entstand ein Wasserwerk, das neben Milostín auch Svojetín und Janov versorgt. In Folge der zum Ende des 20. Jahrhunderts stark rückläufigen Einwohnerzahl wurden Schule und Kindergarten geschlossen.
Milostín ist ein traditionelles Hopfenbaugebiet und wird von ausgedehnten Hopfenfeldern umgeben. Die Gemeinde ist Mitglied des Gemeindeverbandes Mikroregion Poddžbánsko. In Milostín und Povlčín leben heute insgesamt 258 Einwohner, hinzu kommen 65 Wochenendhausbesitzer.

## Gemeindegliederung
Die Gemeinde Milostín besteht aus den Ortsteilen Milostín (Milostin, 1939–1945 Gnadendorf) und Povlčín (Pawltschin, 1939–1945 Wolfsgrub).

## Sehenswürdigkeiten
- Kapelle in Povlčín

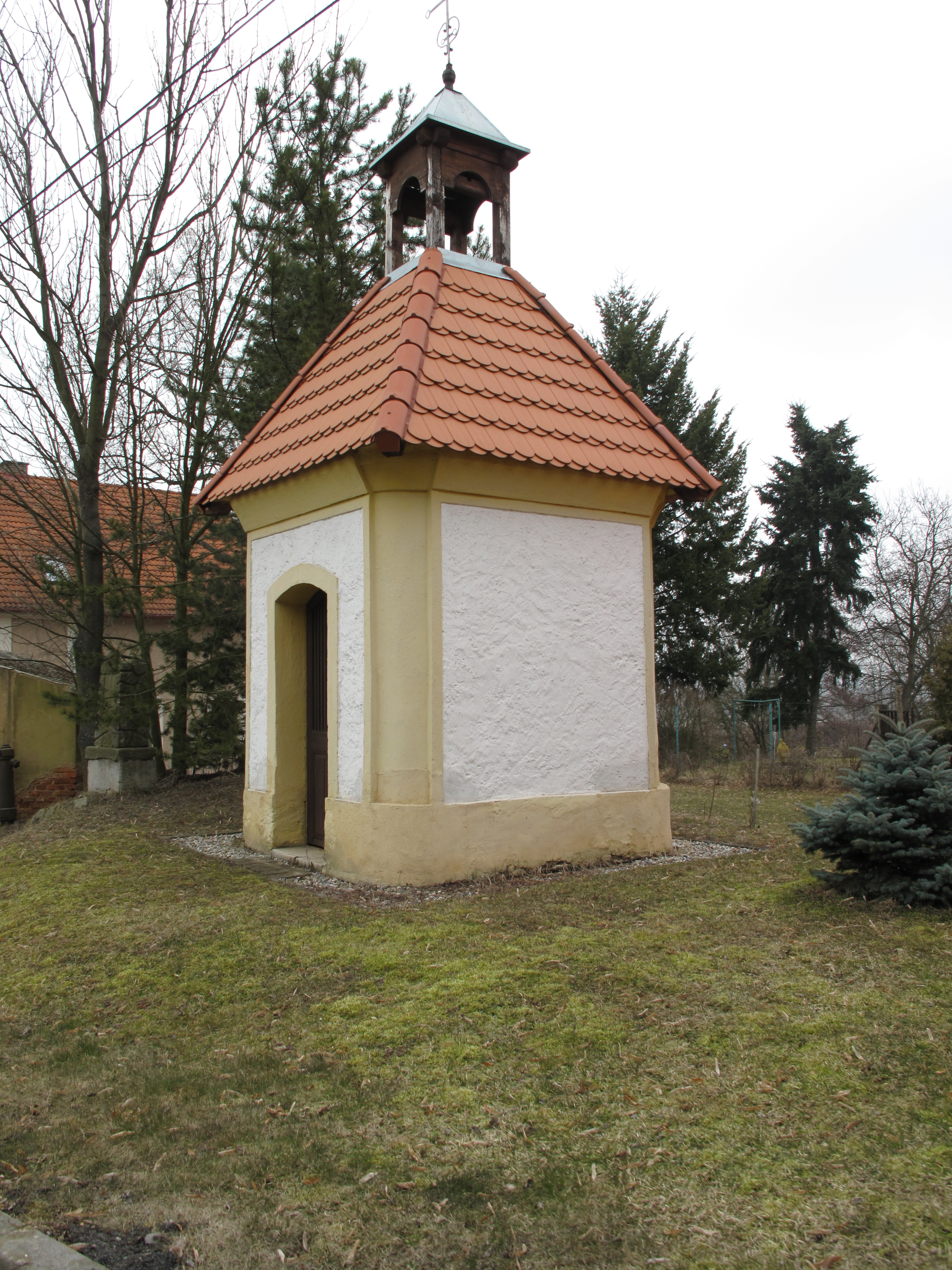
Kapelle in Povlčín

- Gedenkstein für die Rettung des am 25. April 1945 abgeschossenen amerikanischen Piloten William Hoelscher im Park an der Grundschule, errichtet wurde er ursprünglich zum Gedenken an die Gefallenen des Ersten Weltkrieges. Am 25. April 1945 kam es bei der amerikanischen Luftblockade des Flugplatzes Prag zu einem Gefecht zwischen einer North American P-51 und einer Messerschmitt Me 262, die bei Hostivice abstürzte. Die ebenfalls beschädigte Mustang geriet danach außer Kontrolle und zerschellte an der Kuppe Na Rovinách bei Povlčín. Hoelscher gelang kurz zuvor noch der Absprung und wurde auf einem Feld nahe der deutschen Grenze bewusstlos von einer 14-Jährigen aufgefunden. Diese wies ihm den Weg in Protektoratsgebiet, wo er sich zunächst in einer Chaluppe bei Nový Dvůr, später in der Wohnung eines Gendarmeriewachtmeisters in Nesuchyně versteckt hielt. Anschließend wurde Hoelscher mit Unterstützung des Bezirkskommandanten der Gendarmerie bis zum Kriegsende in der Wohnung eines ehemaligen tschechoslowakischen Armeeoffiziers in Rakovník untergebracht.[4] Die Messerschmitt Me 262 wurde wenige Tage nach dem Absturz von Vaclav und Borik Prusik geborgen und auf das Familienanwesen im Ortskern gebracht. Wenige Tage lösten spielende Kinder eine Salve des Flak Geschützt der aus, welche das Haus der Familie Prusik traf.
- Volkstümliche Gehöfte aus Pläner.
- Historischer Hof der Familie Prusik. Dieser Hof im Ortskern von Milostin gehört seit dem 19. Jahrhundert der Familie Prusik. U. a. wohnte dort der Bergsteiger Karl Prusik, der den Prusikknoten erfand.

## Sonderstempel
Seit 2002 verwendet das Postamt Milostín zum Valentinstag einen Sonderstempel.

## Söhne und Töchter der Gemeinde
- Josef Krejčí (1821–1881), Komponist
- Václav Pleskot (1921–2012), Sport- und Parteifunktionär der KSČ, Vorsitzender des Tschechoslowakischen Nationalen Olympischen Komitees, Minister ohne Geschäftsbereich und Staatssekretär im Außenministerium der Regierung Oldřich Černík II sowie Generaldirektor des Čedok
- Jiří Pleskot (1922–1997), Schauspieler